# Live from the Pharmacy
Live from the Pharmacy è il primo album live della band californiana Guttermouth, pubblicato nel 1998.
Il disco comprende delle performance live del gruppo risalenti al 1994, più quattro nuove canzoni registrate nel 1998.

## Tracce
Tutte le canzoni sono scritte dai Guttermouth eccetto dove indicato
1. Oats (live)
2. Just a Fuck (live)
3. Where Was I? (live)
4. Disneyland (live)
5. Chicken Box (live)
6. Jamie's Petting Zoo (live)
7. Marco-Polo (live)
8. Pot (live)
9. No Such Thing (live)
10. Race Track (live)
11. Bruce Lee vs. The KISS Army (live)
12. 1, 2, 3...Slam! (live)
13. Veggicide (live)
14. What's Gone Wrong (live) (Davis)
15. Derek (live)
16. Asshole (live)
17. American Made
18. This Won't Hurt a Bit
19. Steak (The Underwater Version)
20. Born in the U.S.A.

## Formazione
- Mark Adkins - voce
- Scott Sheldon - chitarra
- Eric Derek Davis - chitarra
- Clint Weinrich - basso (tracce 1-16)
- Steve Stever Rapp - basso (tracce 17-20)
- James Nunn (aka Captain James T. Nunn) - batteria